# Női kajak kettes 500 méter a 2016. évi nyári olimpiai játékokon
A 2016. évi nyári olimpiai játékokon a kajak-kenu női kajak kettes 500 méteres versenyszámát augusztus 15. és 16. között rendezték a copacabanai Lagoa Rodrigo de Freitasban. A magyar induló Szabó Gabriella és Kozák Danuta párosa aranyérmet nyert.

## Versenynaptár
Az időpontok helyi idő szerint, zárójelben magyar idő szerint olvashatóak.
| Dátum                      | Időpont       | Forduló  |
| -------------------------- | ------------- | -------- |
| 2016. augusztus 15., hétfő | 9:24 (14:24)  | Előfutam |
| 2016. augusztus 15., hétfő | 10:46 (15:46) | Elődöntő |
| 2016. augusztus 16., kedd  | 9:23 (14:23)  | Döntő    |

## Eredmények

### Előfutamok
Az első helyezettek a döntőbe jutnak, a többiek az elődöntőben folytatják.
A rövidítések jelentése a következő:
- Q: a döntőbe jutott, helyezés alapján

| Helyezés | Nemzet                                                        | Idő      | Mj       |
| 1. futam | 1. futam                                                      | 1. futam | 1. futam |
| -------- | ------------------------------------------------------------- | -------- | -------- |
| 1.       | Magyarország (HUN) · Szabó Gabriella · Kozák Danuta           | 1:41,092 | Q        |
| 2.       | Lengyelország (POL) · Karolina Naja · Beata Mikołajczyk       | 1:41,766 |          |
| 3.       | Ukrajna (UKR) · Anasztaszija Todorova · Inna Hriscsun         | 1:43,967 |          |
| 4.       | Fehéroroszország (BLR) · Nadzeja Ljapeska · Marina Litvincsuk | 1:44,835 |          |
| 5.       | Oroszország (RUS) · Jelena Anyusina · Kira Sztyepanova        | 1:45,906 |          |
| 6.       | Kanada (CAN) · Genevieve Orton · Kathleen Fraser              | 1:46.148 |          |
| 7.       | Ausztrália (AUS) · Alyssa Bull · Alyce Burnett                | 1:46,933 |          |
| 8.       | Nagy-Britannia (GBR) · Lani Belcher · Angela Hannah           | 1:53,948 |          |
| 2. futam |                                                               |          |          |
| 1.       | Németország (GER) · Franziska Weber · Tina Dietze             | 1:42,184 | Q        |
| 2.       | Kína (CHN) · Zsen Ven-csün (Ren Wenjun) · Ma Csing (Ma Qing)  | 1:44,491 |          |
| 3.       | Kazahsztán (KAZ) · Natalja Szergejeva · Irina Podoinikova     | 1:45,369 |          |
| 4.       | Dánia (DEN) · Amalie Thomsen · Ida Villumsen                  | 1:46.246 |          |
| 5.       | Szerbia (SRB) · Nikolina Moldovan · Milica Starović           | 1:46,410 |          |
| 6.       | Ausztria (AUT) · Yvonne Schuring · Ana Roxana Lehaci          | 1:46,429 |          |
| 7.       | Svédország (SWE) · Karin Johansson · Sofia Paldanius          | 1:46,456 |          |

### Elődöntők
| Helyezés | Nemzet                                                        | Idő      | Mj       |
| 1. futam | 1. futam                                                      | 1. futam | 1. futam |
| -------- | ------------------------------------------------------------- | -------- | -------- |
| 1.       | Fehéroroszország (BLR) · Nadzeja Ljapeska · Marina Litvincsuk | 1:42,285 | Q        |
| 2.       | Ukrajna (UKR) · Anasztaszija Todorova · Inna Hriscsun         | 1:43,363 | Q        |
| 3.       | Ausztrália (AUS) · Alyssa Bull · Alyce Burnett                | 1:44,290 | Q        |
| 4.       | Ausztria (AUT) · Yvonne Schüring · Ana-Roxana Lehaci          | 1:44,462 |          |
| 5.       | Kína (CHN) · Zsen Ven-csün (Ren Wenjun) · Ma Csing (Ma Qing)  | 1:44,780 |          |
| 6.       | Szerbia (SRB) · Nikolina Moldovan · Milica Starović           | 1:46,008 |          |
| 2. futam |                                                               |          |          |
| 1.       | Lengyelország (POL) · Karolina Naja · Beata Mikołajczyk       | 1:41,684 | Q        |
| 2.       | Oroszország (RUS) · Jelena Anyusina · Kira Sztyepanova        | 1:42,439 | Q        |
| 3.       | Kazahsztán (KAZ) · Natalja Szergejeva · Irina Podoinikova     | 1:43,577 | Q        |
| 4.       | Svédország (SWE) · Karin Johansson · Sofia Paldanius          | 1:44,090 |          |
| 5.       | Kanada (CAN) · Genevieve Orton · Kathleen Fraser              | 1:45,351 |          |
| 6.       | Dánia (DEN) · Amalie Thomsen · Ida Villumsen                  | 1:47,476 |          |
| 7.       | Nagy-Britannia (GBR) · Lani Belcher · Angela Hannah           | 1:49,285 |          |

### Döntők

#### B-döntő
| Helyezés | Nemzet                                                       | Idő      |
| -------- | ------------------------------------------------------------ | -------- |
| 1.       | Svédország (SWE) · Karin Johansson · Sofia Paldanius         | 1:47,207 |
| 2.       | Szerbia (SRB) · Nikolina Moldovan · Milica Starović          | 1:48,146 |
| 3.       | Ausztria (AUT) · Yvonne Schüring · Ana-Roxana Lehaci         | 1:48,834 |
| 4.       | Dánia (DEN) · Amalie Thomsen · Ida Villumsen                 | 1:48,846 |
| 5.       | Kanada (CAN) · Genevieve Orton · Kathleen Fraser             | 1:49,389 |
| 6.       | Kína (CHN) · Zsen Ven-csün (Ren Wenjun) · Ma Csing (Ma Qing) | 1:51,582 |
| 7.       | Nagy-Britannia (GBR) · Lani Belcher · Angela Hannah          | 1:54,193 |

#### A-döntő
| Helyezés | Nemzet                                                        | Idő      |
| -------- | ------------------------------------------------------------- | -------- |
| Arany    | Magyarország (HUN) · Szabó Gabriella · Kozák Danuta           | 1:43,687 |
| Ezüst    | Németország (GER) · Franziska Weber · Tina Dietze             | 1:43,738 |
| Bronz    | Lengyelország (POL) · Karolina Naja · Beata Mikołajczyk       | 1:45,207 |
| 4.       | Ukrajna (UKR) · Anasztaszija Todorova · Inna Hriscsun         | 1:45,868 |
| 5.       | Oroszország (RUS) · Jelena Anyusina · Kira Sztyepanova        | 1:46,319 |
| 6.       | Fehéroroszország (BLR) · Nadzeja Ljapeska · Marina Litvincsuk | 1:46,967 |
| 7.       | Kazahsztán (KAZ) · Natalja Szergejeva · Irina Podoinikova     | 1:48,361 |
| 8.       | Ausztrália (AUS) · Alyssa Bull · Alyce Burnett                | 1:51,915 |